# ジェシー・ビドル
ジェシー・トーマス・ビドル（Jesse Thomas Biddle, 1991年10月22日 - ）は、アメリカ合衆国ペンシルベニア州フィラデルフィア出身の元プロ野球選手（投手）。左投左打。

## 経歴

### プロ入りとフィリーズ傘下時代
2010年のMLBドラフト1巡目（全体27位）でフィラデルフィア・フィリーズから指名され、プロ入り。なお、契約しない場合はオレゴン大学へ進学の予定であった。契約後、傘下のルーキー級ガルフ・コーストリーグ・フィリーズでプロデビュー。A-級ウィリアムズポート・クロスカッターズでもプレーし、2球団合計で12試合に先発登板して4勝1敗、防御率3.92、50奪三振を記録した。
2011年はA級レイクウッド・ブルークロウズでプレーし、25試合（先発24試合）に登板して7勝8敗、防御率2.98、124奪三振を記録した。
2012年はA+級クリアウォーター・スレッシャーズでプレーし、26試合に先発登板して10勝6敗、防御率3.22、151奪三振を記録した。
2013年はAA級レディング・ファイティン・フィルズでプレーし、27試合に先発登板して5勝14敗、防御率3.64、154奪三振を記録した。また、7月にはオールスター・フューチャーズゲームのアメリカ合衆国選抜に選出された。
2014年はルーキー級ガルフ・コーストリーグ・フィリーズ、A+級クリアウォーター、AA級レディングでプレーし、3球団合計で19試合に先発登板して5勝10敗、防御率4.58、92奪三振を記録した。オフの11月20日にルール・ファイブ・ドラフトでの流出を防ぐために40人枠入りした。
2015年はAA級レディングとAAA級リーハイバレー・アイアンピッグスでプレーし、2球団合計で24試合に先発登板して9勝6敗、防御率4.95、89奪三振を記録した。シーズン終了後にはトミー・ジョン手術を受けることが発表された。

### ブレーブス時代

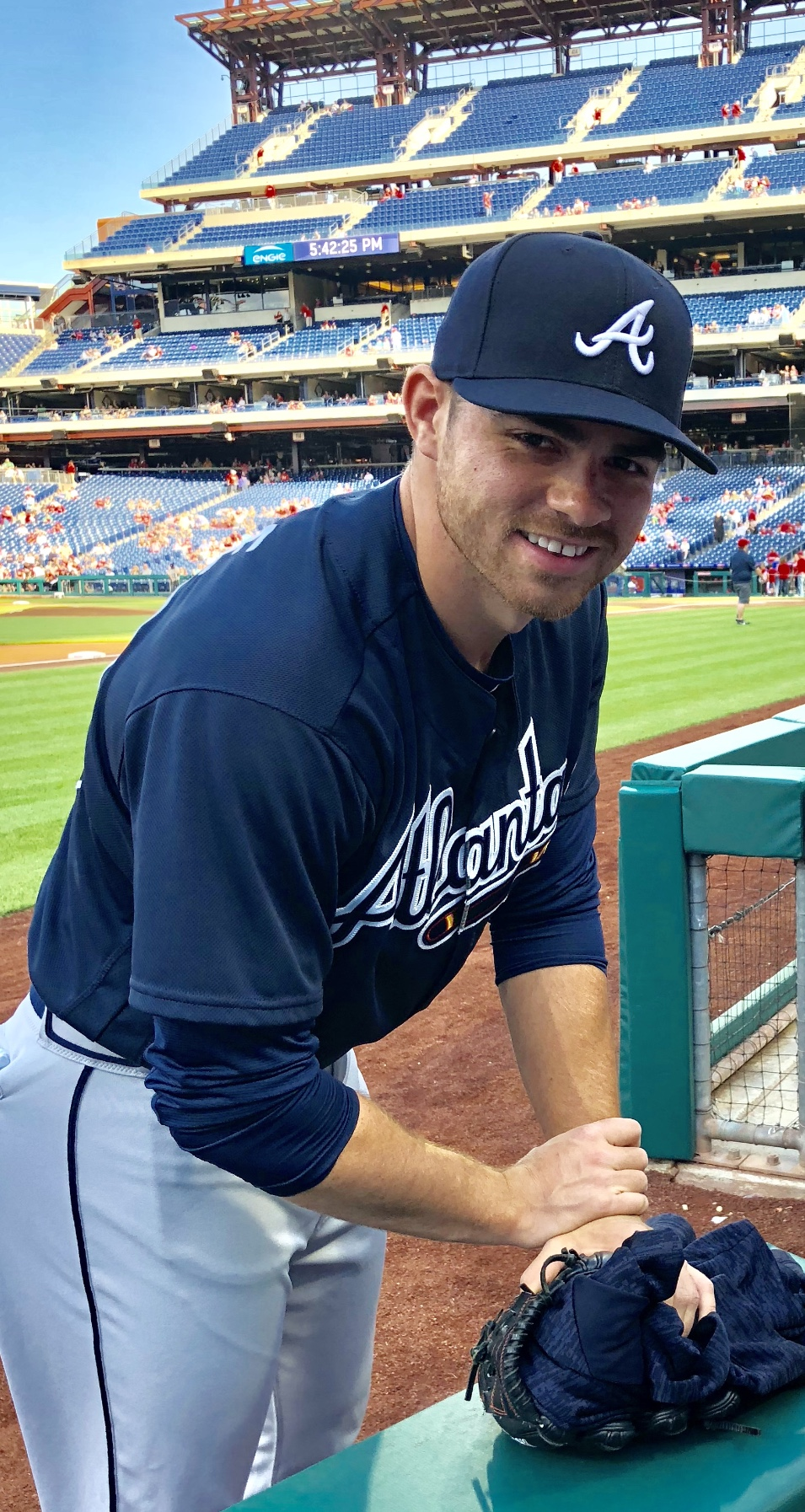
アトランタ・ブレーブス時代
（2018年）

2016年2月3日にヨアビス・メディーナとのトレードで、ピッツバーグ・パイレーツへ移籍したが、12日にデビッド・フリースの加入に伴ってDFAとなった。3月19日にウェイバー公示を経てアトランタ・ブレーブスへ移籍した。この年は前年の手術の影響のため、全休した。
2017年は傘下のAA級ミシシッピ・ブレーブスでプレーし、27試合に登板して2勝4敗2セーブ、防御率2.90、53奪三振を記録した。
2018年は開幕を傘下のAAA級グウィネット・ストライパーズで迎えた。4月18日にメジャー初昇格を果たした。メジャーデビューとなった4月21日のニューヨーク・メッツ戦では9回表に4番手で登板して1回を無失点に抑えると、その裏にチームがサヨナラ勝ちしたため勝利投手となった。
2019年5月15日にDFAとなった。

### マリナーズ時代
2019年5月20日にアンソニー・スウォーザックとのトレードで、アローディス・ビスカイーノと共にシアトル・マリナーズへ移籍した。6月23日にDFAとなった。

### レンジャーズ時代
2019年6月28日にウェイバー公示を経てテキサス・レンジャーズへ移籍した。レギュラーシーズン終了後の10月31日にマイナー契約で傘下のAAA級ナッシュビル・サウンズへ配属され、同日中にFAとなった。

### レッズ時代
2020年1月17日にシンシナティ・レッズとマイナー契約を結び、スプリングトレーニングに招待選手として参加することになった。8月25日にメジャー契約を結んでアクティブ・ロースター入りした。レギュラーシーズン終了後の10月14日にマイナー契約となり、16日にFAとなった。その後、12月11日にマイナー契約で再契約を結び、2021年のスプリングトレーニングに招待選手として参加することになった。
2021年3月26日に自由契約となった。

### ブレーブス復帰
2021年4月2日にブレーブスとマイナー契約を結んだ。4月17日にメジャー契約を結んでアクティブ・ロースター入りした。5月17日にDFAとなり、19日にAAA級グウィネットへ配属された。

### オリックス時代
2021年12月17日にオリックス・バファローズが獲得を発表した。推定年俸7500万円＋出来高払いの1年契約で、背番号は69。
2022年は、3月26日の埼玉西武ライオンズ戦（ベルーナドーム）で7回裏にNPB初登板を果たし、1回無失点に抑えた。4月3日の北海道日本ハムファイターズ戦（京セラドーム大阪）では8回表を無失点に抑え、NPB初勝利を挙げた。オフの12月2日に自由契約公示された。

### ダイヤモンドバックス傘下時代
2023年1月24日にアリゾナ・ダイヤモンドバックスとマイナー契約を結んだ。5月2日にフリーエージェントとなった。
6月3日、Instagramにおいて現役を引退することを発表した。

## 投球スタイル
| 球種         | 配分 | 平均球速 | 平均球速 | 運動量（in） | 運動量（in） |
| 球種         | %    | mph      | km/h     | 水平         | 鉛直         |
| ------------ | ---- | -------- | -------- | ------------ | ------------ |
| フォーシーム | 46   | 93       | 150      | 03           | 008          |
| カーブ       | 30   | 78       | 126      | -7           | -10          |
| スライダー   | 17   | 83       | 136      | -8           | 0-3          |
| シンカー     | 07   | 93       | 150      | 08           | 005          |

カーブを決め球にしており、2018年は同球種の空振り率が50％を超えている。最速球速は2018年シーズンに計測した97.3mph（156.6km/h）。

## 詳細情報

### 年度別投手成績
| 年 度    | 球 団      | 登 板 | 先 発 | 完 投 | 完 封 | 無 四 球 | 勝 利 | 敗 戦 | セ 丨 ブ | ホ 丨 ル ド | 勝 率 | 打 者 | 投 球 回 | 被 安 打 | 被 本 塁 打 | 与 四 球 | 敬 遠 | 与 死 球 | 奪 三 振 | 暴 投 | ボ 丨 ク | 失 点 | 自 責 点 | 防 御 率 | W H I P |
| -------- | ---------- | ----- | ----- | ----- | ----- | -------- | ----- | ----- | -------- | ----------- | ----- | ----- | -------- | -------- | ----------- | -------- | ----- | -------- | -------- | ----- | -------- | ----- | -------- | -------- | ------- |
| 2018     | ATL        | 60    | 0     | 0     | 0     | 0        | 6     | 1     | 1        | 12          | .857  | 266   | 63.2     | 50       | 6           | 31       | 5     | 3        | 67       | 2     | 0        | 26    | 22       | 3.11     | 1.27    |
| 2019     | ATL        | 15    | 0     | 0     | 0     | 0        | 0     | 1     | 0        | 0           | .000  | 64    | 11.2     | 18       | 1           | 10       | 1     | 0        | 11       | 3     | 0        | 11    | 7        | 5.40     | 2.40    |
| 2019     | SEA        | 11    | 0     | 0     | 0     | 0        | 0     | 0     | 0        | 1           | ----  | 60    | 11.0     | 20       | 2           | 7        | 0     | 1        | 8        | 4     | 0        | 14    | 12       | 9.82     | 2.45    |
| 2019     | TEX        | 4     | 0     | 0     | 0     | 0        | 0     | 0     | 0        | 0           | ----  | 28    | 5.1      | 4        | 2           | 5        | 0     | 3        | 7        | 0     | 0        | 8     | 7        | 11.81    | 1.69    |
| '19計    | TEX        | 30    | 0     | 0     | 0     | 0        | 0     | 1     | 0        | 1           | .000  | 152   | 28.0     | 42       | 5           | 22       | 6     | 9        | 26       | 7     | 0        | 33    | 26       | 8.36     | 2.29    |
| 2020     | CIN        | 1     | 0     | 0     | 0     | 0        | 0     | 0     | 0        | 0           | ----  | 4     | 0.2      | 1        | 0           | 1        | 0     | 0        | 1        | 0     | 0        | 0     | 0        | 0.00     | 3.00    |
| 2021     | ATL        | 8     | 0     | 0     | 0     | 0        | 0     | 0     | 0        | 0           | ----  | 51    | 10.2     | 10       | 1           | 8        | 0     | 2        | 11       | 4     | 0        | 10    | 10       | 8.44     | 1.69    |
| 2022     | オリックス | 35    | 2     | 0     | 0     | 0        | 4     | 5     | 0        | 13          | .444  | 184   | 40.1     | 36       | 4           | 20       | 1     | 7        | 45       | 2     | 0        | 20    | 18       | 4.02     | 1.39    |
| MLB：4年 | MLB：4年   | 99    | 0     | 0     | 0     | 0        | 6     | 2     | 1        | 13          | .750  | 473   | 103.0    | 103      | 12          | 62       | 6     | 9        | 105      | 13    | 0        | 69    | 58       | 5.07     | 1.60    |
| NPB：1年 | NPB：1年   | 35    | 2     | 0     | 0     | 0        | 4     | 5     | 0        | 13          | .444  | 184   | 40.1     | 36       | 4           | 20       | 1     | 7        | 45       | 2     | 0        | 20    | 18       | 4.02     | 1.39    |

### 年度別守備成績
| 年 度 | 球 団      | 投手（P） | 投手（P） | 投手（P） | 投手（P） | 投手（P） | 投手（P） |
| 年 度 | 球 団      | 試 合     | 刺 殺     | 補 殺     | 失 策     | 併 殺     | 守 備 率  |
| ----- | ---------- | --------- | --------- | --------- | --------- | --------- | --------- |
| 2018  | ATL        | 60        | 0         | 4         | 2         | 0         | .667      |
| 2019  | ATL        | 15        | 1         | 1         | 1         | 0         | .667      |
| 2019  | SEA        | 11        | 0         | 0         | 2         | 0         | .000      |
| 2019  | TEX        | 4         | 0         | 0         | 0         | 0         | ----      |
| '19計 | TEX        | 30        | 1         | 1         | 3         | 0         | .400      |
| 2020  | CIN        | 1         | 0         | 0         | 0         | 0         | ----      |
| 2021  | ATL        | 8         | 0         | 3         | 0         | 0         | 1.000     |
| 2022  | オリックス | 35        | 3         | 3         | 0         | 0         | 1.000     |
| MLB   | MLB        | 99        | 1         | 8         | 5         | 0         | .643      |
| NPB   | NPB        | 35        | 3         | 3         | 0         | 0         | 1.000     |

### 記録

#### MiLB
- オールスター・フューチャーズゲーム選出：1回（2013年）

#### NPB
初記録
- 初登板：2022年3月26日、対埼玉西武ライオンズ2回戦（ベルーナドーム）、7回裏に3番手で救援登板、1回無失点[24][31]
- 初奪三振：同上、7回裏に源田壮亮から空振り三振[31]
- 初ホールド：2022年3月31日、対東北楽天ゴールデンイーグルス3回戦（京セラドーム大阪）、8回表に2番手で救援登板、1回無失点
- 初勝利：2022年4月3日、対北海道日本ハムファイターズ3回戦（京セラドーム大阪）、8回表に4番手で救援登板、1回無失点[25][32]
- 初先発登板・初先発勝利：2022年8月14日、対福岡ソフトバンクホークス20回戦（福岡PayPayドーム）、5回無失点[33][34]

### 登場曲
- 「Public Service Announcement (Interlude)」ジェイ・Z（2022年）[35]

### 背番号
- 63（2018年）
- 19（2019年 - 同年5月14日）
- 36（2019年5月22日 - 同年6月22日）
- 44（2019年7月2日 - 同年終了）
- 53（2020年）
- 60（2021年）
- 69（2022年）